# Ярон, Дан
Дан Ярон — израильский лингвист, который 1995 году перевёл автобиографическую книгу лидера нацистской партии Адольфа Гитлера «Моя борьба» с немецкого языка на иврит.